# 断金隊
断金隊（だんきんたい）は、戊辰戦争における土佐藩（新政府軍）の遊撃部隊。1868年4月3日（慶応4年3月11日）に、旧武田家家臣の子孫である神主・浪士らの志願兵によって結成され、日光、今市、白河、三春、二本松、会津若松を転戦。1869年4月14日（明治2年3月3日）藩命により解散。同様の趣旨で、断金隊の後を追って結成された部隊に「護国隊」がある。

## 来歴

### 隊名の由来
隊名の「断金」は『易経』の「二人同心、其利断金とあるのに基づき、人間同士の結束の固さを意味する。
『三国志演義』に登場する江東の武将・孫策とその親友・周瑜の絆を表したものとして「孫策・周瑜の断金の交わり」という言葉が良く知られていた為である。命名したのは迅衝隊の軍監・大石弥太郎（元土佐勤王党員）で、尾州邸で東山道総督・岩倉具視の裁許を得て決定した。

### 結成までの経緯
※以下旧暦を先に記す。
慶応3年（1867年）、朝廷より王政復古の大号令が発せられ、翌年正月鳥羽・伏見の戦いの後、徳川慶喜追討の詔勅が発せられて、官軍は東海道・東山道の両方面から江戸を鎮撫するために出陣。土佐藩・迅衝隊の大隊司令であった板垣退助（当時は乾退助）は、東山道先鋒総督を拝命し大隊司令を兼任して、慶応4年2月14日（1868年3月7日）京都を出陣。その日が、退助の系譜上の12代前の先祖・板垣信方の320年目の命日であったため、その武運長久にあやからんと、先祖の故地・甲府への進撃へ備えた東征の途上、美濃大垣で軍略を策し、同2月18日（新暦3月11日）、姓を「板垣」へ復した。
同3月3日（3月26日）、東山道総督府軍の先鋒板垣退助は、土佐藩（迅衝隊）、因州鳥取藩兵を率いて甲府に入り、徳川慶喜追討の詔勅と、みずからが板垣信方の子孫であることを示し、甲府城代・佐藤信崇（駿河守）に城明け渡し（開城）を迫った。信崇は、勅命を畏み板垣の勧告に従い、同3月5日（3月28日）甲府を開城。
退助は、間髪いれず、甲府領内の由緒ある武田浪人（旧武田家臣の子孫である浪士）や兼武神主（武装した神主）らに官軍への協力を呼びかける布告（志願兵の募集）を行った。翌3月6日（3月29日）、板垣らの部隊は甲州勝沼の戦いで、大久保大和（近藤勇）率いる甲陽鎮撫隊を撃破。
これによって、板垣の名声は甲斐国中に知れ渡り、板垣の布告は、武田信玄を敬慕し甲府領内で徳川の圧政を快く思っていなかった甲斐の人心に広く浸透し、これらに呼応して続々と官軍への協力を志願する者が名乗り出た。

### 結成から3月中の戦果
3月11日（新暦4月3日）、官軍への協力を志願する処士13名を集め、岩窪村の武田信玄廟所前で結成式（「報国岩窪の盟約」）を行った。（※「断金隊」の命名は後日。詳細は後述）
- 小尾修理進源宗義（35歳）甲斐国巨摩郡小尾村・神官（嚮導役）
- 赤岡五三太藤原宗長　　　同国同郡大蔵村・須玉神主（嚮導役）
- 赤岡式部藤原真常（56歳）同国同郡五三太の父・神主（輜重衛）
- 赤岡兵部藤原光文（38歳）同国同郡浅尾村・明野神主
- 赤岡保丸藤原正高（23歳）同国同郡上神取村・明野神主
- 歌田靱雄藤原有誠（15歳[2]）同国同郡下円井村（現・韮崎市）・韮崎神主
- 蔦木総四郎源盛政（58歳）同国同郡牧野原村・武川衆浪人
- 山下又吉源光茂（28歳）　同国山梨郡小河原村・浪人
- 内藤幾右衛門源義成（38歳）同国巨摩郡上円井村・韮崎浪人
- 米倉善八源則重（29歳）　同国同郡宮脇村・武川衆旧臣
- 米倉幸七源昌幸（36歳）  同上
- 中込巾郎左衛門澱重次（29歳）同国同郡上石田村
- 山川次郎源盛行（19歳）

隊長は、美正建臣（貫一郎）で、のちに、尾張名古屋浪人・村井直三郎、相模浪人・尾崎彦四郎行正、影山東伍（後述）などが隊士に加わった。
3月12日（4月4日）、東山道軍・土州藩大隊のあとに従い、江戸に向けて出陣。同日晩は石和で宿営。
3月13日（4月5日）、笹子峠を越えて黒野田へ進軍。
3月14日（4月6日）、猿橋へ進軍。
3月15日（4月7日）、小仏峠を越えて八王子へ進軍。
3月16日（4月8日）夕方、江戸の内藤新宿に到着。
3月17日（4月9日）、市ヶ谷の尾州徳川家・上屋敷（現・東京市ヶ谷防衛省本部）で「断金隊」と命名された。隊士には錦の肩章、軍服として上着、マンテル、下着、ズボン、小銃などが貸与され、月あたり三両の手当が支給されることとなった。同日中、彰義隊が攻めてくるという情報がもたらされ、内藤義成、米倉幸七、歌田靱雄の3名に、奥州街道の探索を命ぜられる。
3月18日（4月10日）、内藤ら3名が下野国小山に到着し状況を偵察。彰義隊300余名が布陣し、結城城を焼き打ちしたことが判明。3名は、急ぎ引き返し、19日、関宿から夜舟で下って、21日、市ヶ谷の尾州徳川邸の官軍本陣に帰参し、彰義隊の動向を詳細に報告。
3月22日（4月14日）、内藤義成、米倉幸七、歌田靱雄の3名が断金隊本隊に復帰し、5日間、尾州徳川邸内で、新式小銃の撃ち方、および近代戦における合戦の心得えを訓練。
3月27日（4月19日）、断金隊の隊長に、土佐藩大目付役・美正建臣（貫一郎）が命ぜられた。
この時、奥州街道の探索で冷静沈着な判断のもと敵情を視察し、機敏に報告した歌田の行動を美正が評価し、腹心の伝令役とするため、歌田靱雄は、美正隊長付使役を命ぜられた。
3月28日（4月20日）、断金隊に大砲隊が加わり、隊士たちは江戸市中の警固と不審人物の探索を命ぜらる。

### 4月の戦果
4月9日（新暦5月1日）、断金隊に八代郡中川村浪人・小山田主水源昌則（24歳）が加わる。また使役として、巨摩郡宮脇村・米倉丹三（21歳）が採用された。
4月11日（5月3日）、江戸城無血開城（明け渡し）が行われ、官軍が入城、徳川慶喜は隠居して水戸へ謹慎したが、これを快く思わず、禁旗に対して徹底抗戦を続ける一部の勢力に対し長州藩兵が苦戦し、土佐藩兵に援軍を求めてきたため断金隊は、迅衝隊に従って尾州徳川藩邸の本陣を進発。60km（15里）を強行軍して急ぎ、栗橋に到着。退却してきた長州藩兵を援護し、夜半、古河城下に到着。古河城主・土居利則は禁旗への帰順を拒み、彦根藩兵も苦戦をしいられているとの情報を得たため、4月19日（5月11日）、土州藩兵は、断金隊・歌田靱雄や因州鳥取藩兵・宮木代蔵を随い、古河城に赴いて土居利則に帰順を説得し従わせた。また下野国壬生城主・鳥居忠宝の家老を説いて帰順させたが、彰義隊は4月19日（5月11日）、宇都宮城を占拠。
4月20日（5月12日）、日光東照宮に立籠る彰義隊が、板垣退助、谷干城らの説得に応じて今市の野に出たため、断金隊もこれら合戦に参戦し敵方を敗走させた。この日、斥候の臼井清左衛門（山梨県出身）が敵状を探るために変装して敵陣に入るが、露見して敵側に惨殺される。臼井は一度、敵陣に入って見てきたことを報告するが、再度確認するため、再び敵側の陣営に入ったところを咎められたため、臼井の死を知った板垣は「何故、二度とも臼井を行かせたのか」と、指揮官を叱責してその死を惜しんだ。（※臼井清左衛門は、山梨県出身であるが、何故か山梨県護国神社には奉られていない）この日、断金隊は今市に宿営し、千本木口を警固。
4月21日（5月13日）、今市の南、宇都宮街道から敵方が攻めてきたため、応戦すること約5時間。辛うじて敵を蹴散らし、小銃13挺、毛布7枚、刀7口、脇差5口を鹵獲。
4月22日（5月14日）、安塚に駐留していた新政府軍諸藩兵が大鳥圭介指揮下の脱走軍に苦戦し、祖父江可成率いる土佐迅衝隊2小隊が北村重頼配下の砲兵と共に加勢して伝習隊等と合戦。この時、断金隊も伝習隊や桑名藩兵等の脱走軍と合戦。　歌田靱雄は、斥候の任を命ぜられ敵陣近くまで忍び寄り、プロイセン製の双眼鏡で動向をつぶさに監視。本営に引き返して美正建臣に報告。。河田景与が鳥取藩兵を率いて来援し、鳥取藩兵と共に猛攻を加えて脱走軍を敗走させた。土佐藩では、隊長・大石利左衛門が討死した。断金隊は奮戦して、敵方の小銃15挺を鹵獲。この後の宇都宮城の攻略戦での死者は、敵方150名、味方の死傷者は21名となった。
このように、4月中、断金隊は東北方面へ進軍。本戦で戦いながら偵察・間諜を行う遊撃部隊として活動した。

### 5月の戦果
5月5日（新暦6月24日）、今市および宇都宮方面を警固し、宇都宮の潜伏兵を探索するため、歌田靱雄は、農夫に変装。朝（五ツ時）今市を発し、宇都宮方面へ向い、森友村の民家で敵の挙動を窺う。この時、歌田の行動が、敵方の目に止まり、捕まって東方の山中で樹木に縛られ詰問されたが、偽りを答えてやり過ごす。敵方の一名が「斬り殺そう」と提案し、死を覚悟したが、別の一人が、「何ぞ農夫など殺すに及ばん。それより明日、今市への進撃の用意を整えよう」と縛りを解いて立ち去ったため、窮地に一生を得る。この時のことを歌田はのちに「寄劔祝」と題し、「両太刀を鞘におさむる世なりとも、勝ちて兜の緒かたむべし」と詠じて教訓としたという。歌田は、後に水戸弘道館に学んだ。「稔」と改名し、円野小学校の初代校長、武田八幡宮の宮司などを歴任した。

### 7月以降の戦果
同年7月、奥州棚倉を下し、9月までに、三春、二本松、会津若松と各地を転戦。この時、三春藩からは、
- 河野卯右衛門（河野広胖）- 河野広中の兄
- 影山東伍（影山正博）
- 船田次郎左衛門（船田光暢）

の3名が断金隊に正式編入され、「地理嚮導役（地理案内役）」として小銃を持つことが許されている。
河野広中は「天に二日無し、地に二王無し（太陽はひとつしかないように、王も一人である）」と記した陣羽織を着て隊士を鼓舞し、幕軍に拉致され盟主に仕立てあげられた輪王寺宮法親王の救出を計画したが、果たせなかった。三春藩の無血開城は、断金隊隊長・美正建臣（貫一郎）の尽力が大きいと評価され、のちに美正の英霊を奉る神社が建立されている。

### 凱旋
同年11月、大捷を成し遂げ江戸に凱旋し、芝増上寺に宿陣。
翌明治2年3月3日（1869年4月14日）、解役（除隊）。隊士は各々故郷に凱旋し功級を賜った。

## 補註
1. ↑  「二人が心を同じくすれば、其の利きこと金を断つ(二人が心を一つにすれば、その鋭さは金をも断ち切るほどになる)」
2. ↑  「18歳」と偽って入隊
3. ↑  尾崎彦四郎行正は尾崎行雄の父で、美正の討死後、断金隊二代目隊長を務めた。
4. ↑  米倉丹三は、同年7月、奥州棚倉の合戦で軍功をたて正式隊士に昇進。
5. ↑  『戊辰役戦史(上)』大山柏 p228
6. 1 2  『断金隊出陣日記』歌田稔（靭雄）筆記
7. ↑  『戊辰役戦史(上)』大山柏 p231-p233